# Marc Hernu
Pour les articles homonymes, voir Hernu.
Marc Hernu, né le 3 août 1958 à Kinshasa dans l'actuelle République démocratique du Congo (à l'époque Congo belge), est un auteur de bande dessinée belge.

## Biographie
Marc Hernu naît le 3 août 1958 à Léopoldville au Congo belge. Il arrive à Diegem en 1961. Il suit les cours de bande dessinée à l'Institut Saint-Luc de Bruxelles (1973-1979). Il a notamment pour condisciples Jacques Stoquart, Yves Swolfs, Myriam Collet connue sous le pseudonyme Angèle et Cécile Schmitz. Membre de l'Atelier R de Claude Renard, le premier ouvrage de Marc Hernu est publié dans Le Neuvième Rêve. En 1982, il réalise le one shot Clear Love lave plus Blanc dans la collection « Zombies » aux Éditions Michel Deligne,.
Cette même année, il entame une collaboration de longue date avec le scénariste Jan Bucquoy.
Ils commencent avec Retour au Pays Noir chez le même éditeur, bientôt suivi par la création du personnage d'Alain Moreau — inspecteur de police à Bruxelles —.
Après quatre albums de Alain Moreau, publiés chez Rijperman et Ansaldi, Hernu et Bucquoy explorent le domaine de l'humour et créent Jean-Pierre Lheureux dans Circus en 1985. Il illustre quelques rubriques rédactionnelles dans les premiers numéros de Vécu la même année.
Pour ce même magazine, Hernu lance seul réalisant à la fois le dessin et le scénario la série Le Destin de Sarah, qui compte quatre albums aux éditions Glénat. Ce thriller met en scène la jeune caissière bruxelloise élevée au rang de star par un photographe où il mêle les quartiers sordides de Bruxelles aux salons parisiens.
Hernu réalise cette série jusqu'en 1991, puis il abandonne la bande dessinée pour se concentrer sur la publicité, le design et la photographie.
En 1987-1988, la maison d'édition Brain Factory International publie une adaptation en bande dessinée des chansons du chanteur Jacques Brel. Marc Hernu réalise Mathilde en quatre planches dans le deuxième volume Les Prénoms (1987).
En outre, il participe aux collectifs Il était une fois le Mondiale, 2 tomes aux Éditions Paul Ide en 1990 et Téléthon - La B.D. du défi une bande dessinée solidaire aux éditions Le Lombard la même année. En 1979, il participe également à l'album collectif en néerlandais België in beeld - Van prehistorie tot heden [« La Belgique en images - De la préhistoire à nos jours »] aux côtés de Louis Haché et Yves Swolfs, scénarisé par l'historien Georges-Henri Dumont aux éditions Baart.

## Œuvres

### Publications

#### Clear-Love lave plus blanc
- Clear-Love lave plus blanc, Éditions Michel Deligne, coll. « Zombie », Bruxelles, 1982
Scénario et dessin : Marc Hernu - Couleurs : noir et blanc

#### Alain Moreau
- 1. Retour au pays noir[11],[12], Deligne, coll. « Une aventure fantastique », Bruxelles, 1982
Scénario : Jan Bucquoy - Dessin et couleurs : Marc Hernu,Réédition Alpen Publishers, coll. « Raspoutine », 1988,  (ISBN 2-88302-003-5)
- 2. La Nuit du bouc[6],[13], Rijperman, Amsterdam, janvier 1984
Scénario : Jan Bucquoy - Dessin et couleurs : Marc Hernu -  (ISBN 90-671-7015-1)
- 3. Détective, Ansaldi, février 1984
Scénario : Jan Bucquoy - Dessin et couleurs : Marc Hernu -  (ISBN 2-87137-001-X)
- 4. L'Amante religieuse, Ansaldi, octobre 1985
Scénario : Jan Bucquoy - Dessin et couleurs : Marc Hernu -  (ISBN 2-87137-007-9)
- 5. Berlin, Ansaldi, juin 1987
Scénario : Jan Bucquoy - Dessin et couleurs : Marc Hernu,Accompagné d'un carnet de croquis et de photos préparatoires à l'album et tiré à 500 ex. numérotés et signés.

#### Le Destin de Sarah
- 1. Dans la gueule du look[9], Glénat, Grenoble, novembre 1986
Scénario et dessin : Marc Hernu - Couleurs : quadrichromie -  (ISBN 2-7234-0681-4)
- 2. Le Dernier Shoot, Glénat, Grenoble, avril 1988
Scénario et dessin : Marc Hernu - Couleurs : quadrichromie -  (ISBN 2-7234-0932-5)
- 3. Le Sourire de Sarah, Glénat, Grenoble, août 1989
Scénario et dessin : Marc Hernu - Couleurs : quadrichromie -  (ISBN 2-7234-1084-6)
- 4. La Cité des fusains, Glénat, Grenoble, février 1991
Scénario et dessin : Marc Hernu - Couleurs : quadrichromie -  (ISBN 2-7234-1314-4)

#### Jean-Pierre Leureux
- 1 Brèves rencontres, Glénat, Grenoble, février 1987
Scénario : Jan Bucquoy - Dessin et couleurs : Marc Hernu -  (ISBN 2-7234-0773-X)

### Collectifs
- Le 9e Rêve no 1/5[14], Édition Louis Musin, Bruxelles, 1978, 116 p.
- Le 9e Rêve no 2/5[14], Édition des Archers, Bruxelles, 1978, 206 p..
- Le 9e Rêve no 3[14], Édition des Archers, Bruxelles, 1979
- België in beeld - Van prehistorie tot heden[10], Uitgeverij Baart, 1979
Scénario : Georges-Henri Dumont - Dessin : collectif dont Marc Hernu - Couleurs : quadrichromie,Édition en néerlandais, numéro de dépôt D/1979/2845/002. Première édition de la réédition de l'ouvrage België's wonderbare tocht.
- 1. Il était une fois le Mondiale - Première partie 1930-1962[15], Paul Ide Éditions, Bruxelles, janvier 1990
Scénario : collectif - Dessin : collectif dont Marc Hernu - Couleurs : J. Bours, F. Daminet et C. Gillain,Scénario : Christian Hubert, Stephen Desberg, Denis Lapière et Sergio Salma. - Dessins : Crisse, Didgé, Olivier Grenson, Marc Hernu, Jidéhem, Julien, Jean-Philippe Stassen, Laurent Verron et Philippe Wurm. Offert par Philips.
- 2. Il était une fois le Mondiale - Deuxième partie 1966-1990[16], Paul Ide Éditions, Bruxelles, mars 1990
Scénario : collectif - Dessin : collectif dont Marc Hernu - Couleurs : J. Bours, F. Daminet et C. Gillain,Scénario : Christian Hubert, Stephen Desberg, Denis Lapière et Sergio Salma. - Dessins : Crisse, Didgé, Grenson, Hernu, Jidéhem, Julien, Stassen, Laurent Verron et Wurm. Offert par Philips.
- INT1. La B.D. chante Brel - Le Plat Pays + Les Prénoms, Brain Factory, septembre 1988
Scénario : collectif - Dessin : collectif dont Marc Hernu - Couleurs : quadrichromie -  (ISBN 1-87085-805-0)Contribution : Mathilde (4 planches).
- Téléthon[17], Le Lombard, Bruxelles, juin 1990
Scénario et couleurs : collectif - Dessin : collectif dont Marc Hernu -  (ISBN 2-8036-0894-4)

#### Livres
: document utilisé comme source pour la rédaction de cet article.
- Henri Filippini, « Hernu, Marc », dans Dictionnaire de la bande dessinée, Paris, Bordas, 1989, 731 p., ill. ; 27 cm (ISBN 2-04-018455-4, OCLC 1244909550, BNF 35065653, présentation en ligne), p. 633.
- Patrick Gaumer et Claude Moliterni, « Hernu Marc », dans Dictionnaire mondial de la bande dessinée, Paris, Larousse-Bordas, 1998, 880 p., ill. ; 29 cm (ISBN 978-2-0352-3520-6 et 2-0352-3520-0, OCLC 270725728), p. 387. .
- Jean Pirotte (dir.) et Luc Courtois, Du régional à l'universel. : L'imaginaire wallon dans la bande dessinée., Louvain-la-Neuve, Fondation wallonne Pierre-Marie et Jean-François Humblet, 1999, 310 p. (ISBN 978-2-9600072-3-7 et 2960007239, OCLC 1075833932), p. 231.  lire sur Google Livres
- Jacques Fiérain, « Hernu, Marc », dans La BD à Bruxelles et en Brabant, Charleroi, Éd. l'Âge d'or, avril 2003, 144 p., ill. ; 31 cm (ISBN 9782960119664 et 2960119665, OCLC 470388171, présentation en ligne), p. 75. .
- Le 9e Rêve no 6, Bruxelles, Institut Saint-Luc de Bruxelles, École de recherche graphique, 2006, 144 p. (présentation en ligne), p. 49. .
- Philippe Mellot, Michel Denni, Laurent Turpin et Isabelle Morzadec, Trésors de la bande dessinée : BDM 2022-2023 - Catalogue encyclopédique et Argus, Paris, Les Arènes, novembre 2022, 1677 p., ill. ; 23 cm (ISBN 9791037507280, OCLC 1351462460, présentation en ligne), p. 42, 303, 389, 658. .

#### Articles
- Circus no 121, Glénat, mai 1988.